# Wyrzeka
Wyrzeka (niem. Wirsen) – wieś w województwie wielkopolskim, w powiecie śremskim, w gminie Śrem.
Wyrzeka położona jest 6 km na południowy zachód od Śremu. Krzyżuje się tutaj droga wojewódzka nr 432 (Leszno – Środa Wielkopolska–Września) z drogą powiatową nr 4069 (Pucołowo – Kadzewo).

## Historia
Pierwsza wzmianka o Wyrzece pojawiła się w dokumentach z 1230 roku; wieś należała do klasztoru benedyktynów z Lubinia.
Wieś duchowna, własność opata benedyktynów w Lubiniu pod koniec XVI wieku leżała w powiecie kościańskim województwa poznańskiego.
W okresie Wielkiego Księstwa Poznańskiego (1815-1848) miejscowość wzmiankowana jako Wyrzeka należała do wsi większych w ówczesnym pruskim powiecie Kosten rejencji poznańskiej. Wyrzeka należała do majątku Jerka, którego właścicielem był wówczas (1846) rząd pruski w Berlinie (w Jerce znajdował się urząd pruski). W skład majątku Jerka wchodziło łącznie 16 wsi. 
W roku 1849 urodził się tutaj Piotr Wawrzyniak – ksiądz i działacz społeczno-polityczny.
W latach 1975–1998 miejscowość administracyjnie należała do województwa poznańskiego.

## Edukacja i kultura
We wsi znajduje się szkoła podstawowa, do której w roku szkolnym 2006/2007 uczęszczało 70 uczniów. Przy szkole istnieje oddział przedszkolny. Do placówek kulturalnych należy filia Biblioteki Publicznej im. Heliodora Święcickiego w Śremie, według danych z 31 grudnia 2008 znajduje się tam 14 593 woluminów, z biblioteki korzysta 445 czytelników. W Wyrzece działa koło gospodyń wiejskich.
W Wyrzece działa jednostka ochotniczej straży pożarnej, założona w roku 1931.

## Obiekty zabytkowe i turystyczne
Atrakcjami turystycznymi wsi są:

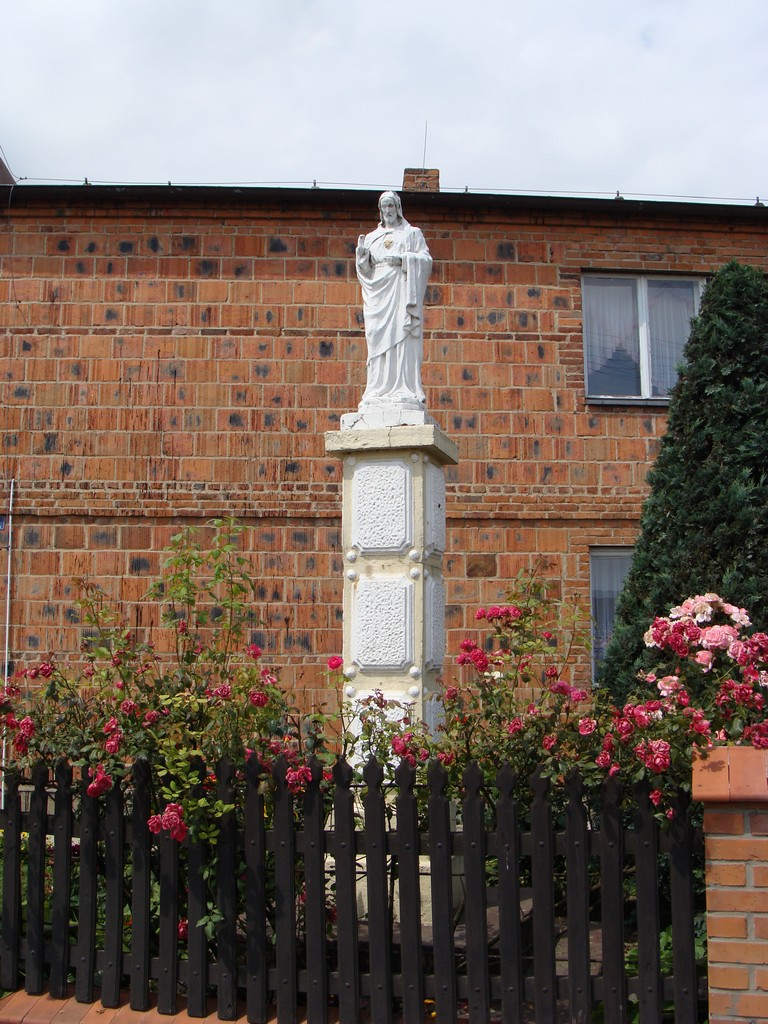
boża męka

- Dom rodzinny ks. Piotra Wawrzyniaka – częściowo przebudowany, na szczytowej ścianie znajduje się tablica pamiątkowa z piaskowca z 1981, projektu Eugeniusza Olechowskiego;
- Kapliczka – na styl zakopiański z 1909, wystawiona została w miejscu tragicznego polowania, które odbyło się 15 stycznia 1909, na którym Zygmunt Chłapowski z Turwi śmiertelnie postrzelił Kazimierza Mańkowskiego z Brodnicy, znajduje się w lesie Rąbińskim na terenie Parku Krajobrazowego im. Dezyderego Chłapowskiego na granicy powiatów: śremskiego i kościańskiego.

Zabytkami znajdującymi się w Gminnej Ewidencji Zabytków są dwie zagrody z początku XX wieku.
Do świątków przydrożnych należy figura Najświętszego Serca Jezusa z 1910, figura św. Wacława, figura Najświętszego Serca Jezusa sprzed II wojny światowej w szczycie budynku, kapliczka Chrystusa Frasobliwego z II poł. XIX wieku upamiętniająca epidemię cholery oraz trzy krzyże.

## Demografia
Według spisu urzędowego z 1837 roku Wyrzeka liczyła 289 mieszkańców, którzy zamieszkiwali 36 dymów (domostw).
Liczba mieszkańców miejscowości w poszczególnych latach:
| Rok  | Ilość mieszkańców |
| ---- | ----------------- |
| 1837 | 289               |
| 1998 | 392               |
| 2002 | 443               |
| 2009 | 448               |
| 2011 | 423               |
| 2021 | 469               |